# Epidendroideae
Sous-famille
Classification phylogénétique
Les Epidendroideae forment une sous-famille de la famille des orchidées (Orchidaceae).
C'est la plus grande sous-famille d'orchidées, regroupant à elle seule plus d'espèces que toutes les autres sous-familles réunies. On compte plus de 15 000 espèces réparties en 15 tribus (NCBI) et 576 genres.
La plupart sont des plantes épiphytes tropicales (généralement avec pseudobulbes), mais certaines sont terrestres et quelques-unes myco-hétérotrophes, parasitant des champignons mycorhiziens.

## Répartition

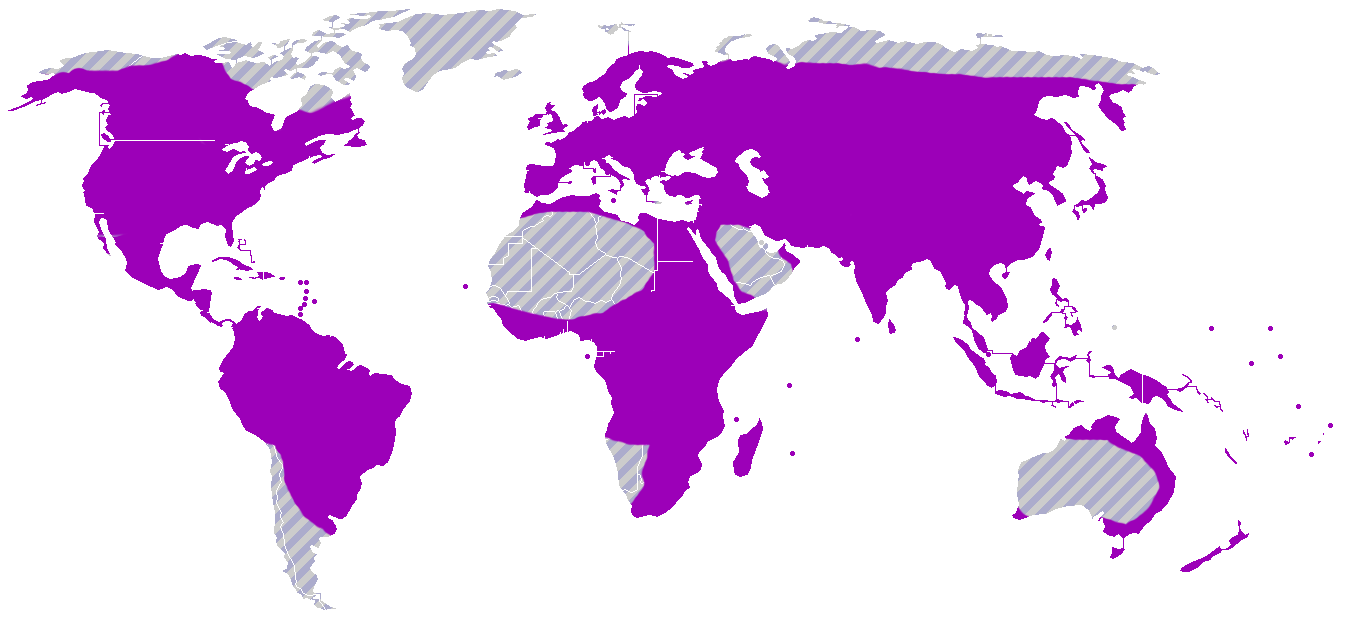
Carte de répartition des espèces de la sous-famille des Epidendroideae.

## Classification
Depuis 1998, la classification phylogénétique a remplacé la classification traditionnelle en botanique (APG) en se basant sur l'analyse de deux gènes chloroplastiques ainsi qu'un gène nucléaire de ribosome et non plus sur les ressemblances morphologiques et physiologiques les plus évidentes.
L'approche scientifique est fondamentalement différente dans la mesure où il s'agit de déterminer la parenté génétique de chaque espèce mettant en évidence  que certaines plantes que l'on croyait proches étaient en fait très éloignées. À l'inverse, deux plantes d'un même genre peuvent être très différentes morphologiquement en fonction du milieu (climat, insectes pollinisateurs) auquel elles ont eu à s'adapter. 
Une première classification fut proposée en 1826 par John Lindley intitulée Orchidearum sceletos faisant mention de 8 Tribus mais ce n'est qu'en 1993 que  Robert Louis Dressler fit paraître une nouvelle classification strictement basée sur la phylogénie. Il y a tellement d'espèces à étudier que la  classification actuelle évolue assez fréquemment au gré des recherches scientifiques.
Actuellement, la classification APG III fait office de référence.

### Liste destribusd'après laclassification APG III(2009)
- Arethuseae Lindl. 1826.
- Calypsoae Dressler 1979.
- Collabieae Pfitzer 1887.
- Cymbidieae Pfitzer 1887.
- Dendrobieae Lindl.  ex  Endl. 1837.
- Epidendreae Lindl. 1826.
- Gastrodieae Lindl. 1826.
- Malaxideae Lindl. 1826.
- Neottieae Lindl. 1826.
- Nervilieae (Schltr.)  Dressler 1990.
- Podochileae Pfitzer 1887.
- Sobralieae Pfitzer 1887.
- Triphoreae Dressler 1979.
- Tropidieae (Pfitzer) Dressler 1983.
- Vandeae Lindl. 1826.
- Xerorchideae P.J.Cribb 2005.

Changements fondamentaux :
- La tribu Collabieae considérée comme une sous-tribu dans les classifications précédentes.
- La tribu Maxillarieae qui disparait, les genres étant rattachés pour la plupart à la tribu Cymbidieae
- La tribu Sobralieae, également une sous-tribu auparavant.
- Une toute nouvelle tribu, les Xerorchideae.

### Liste destribusd'après laclassification APG II(2003)
Selon le NCBI
- Arethuseae Lindl. 1826.
  - sous-tribu Arethusinae
  - sous-tribu Coelogyninae
- Calypsoae Dressler 1979.
  - Genre Aplectrum
  - Genre Calypso
  - sous-tribu Chysinae
  - Genre Corallorhiza
  - Genre Cremastra
  - Genre Govenia
  - Genre Oreorchis
  - Genre Tipularia
  - Genre Wullschlaegelia
- Cymbidieae Pfitzer 1887.
  - sous-tribu Bromheadiinae
  - sous-tribu Catasetinae
  - sous-tribu Cymbidiinae
  - sous-tribu Eriopsidinae
  - sous-tribu Eulophiinae
- Dendrobieae Lindl.  ex  Endl. 1837.
  - sous-tribu Bulbophyllinae
  - sous-tribu Dendrobiinae
- Epidendreae Lindl. 1826.
  - sous-tribu Bletiinae
  - sous-tribu Coeliinae
  - sous-tribu Laeliinae
  - sous-tribu Pleurothallidinae
  - sous-tribu Polystachyinae
  - sous-tribu Ponerineae
- Gastrodieae Lindl. 1826.
  - Genre Gastrodia
  - Genre Huttonaea
- Malaxideae Lindl. 1826.
  - Genre Dienia
  - Genre Disticholiparis
  - Genre Liparis
  - Genre Malaxis
  - Genre Oberonia
- Maxillarieae Pfitzer 1887.
  - sous-tribu Bifrenariinae
  - sous-tribu Coeliopsidinae
  - sous-tribu Lycastinae
  - sous-tribu Maxillariinae
  - sous-tribu Oncidiinae
  - sous-tribu Stanhopeinae
  - sous-tribu Zygopetalinae
- Neottieae Lindl. 1826.
  - Genre Aphyllorchis
  - Genre Cephalanthera
  - Genre Eburophyton
  - Genre Epipactis
  - Genre Limodorum
  - Genre Listera
  - Genre Neottia
  - Genre Palmorchis
- Nervilieae (Schltr.)  Dressler 1990.
  - Genre Epipogium
  - Genre Nervilia
- Nervilieae (suite)
  - Genre Xerorchis
- Podochileae Pfitzer 1887.
  - sous-tribu Eriinae
  - Genre Phreatia
  - sous-tribu Podochilinae
  - Genre Ridleyella
  - sous-tribu Thelasineae
- sous-tribu Sobralieae (Pas classé dans une tribu)
  - Genre Elleanthus
  - Genre Epilyna
  - Genre Sertifera
  - Genre Sobralia
- Triphoreae Dressler 1979.
  - Genre Cyrtosia
  - Genre Diceratostele
  - Genre Monophyllorchis
  - Genre Triphora
- Tropidieae (Pfitzer) Dressler 1983.
  - Genre Corymborkis
  - Genre Tropidia
  - Tropidieae non classés
- Vandeae Lindl. 1826.
  - sous-tribu Aeridinae
  - sous-tribu Angraecinae
- Epidendroideae incertae sedis
  - sous-tribu Agrostophyllinae
  - sous-tribu Collabiinae

### Liste destribusd'après laclassification APG(1998)
Selon le NCBI
- Coilochilideae  M.A.Clem.  &   D.L.Jones 2002.

| - higher Epidendroideae - Calypsoeae Dressler 1979. - Cymbidieae Pfitzer 1887. - Dendrobieae Lindl. ex Endl. 1837. - Epidendreae Lindl. 1826. - Malaxideae (non enregistré à l'IPNI) - Maxillarieae Pfitzer 1887. - Podochileae (non enregistré à l'IPNI) - Sobraliinae (sous-tribu) - Vandeae Lindl. 1826. | - higher Epidendroideae incertae sedis - Arethusinae (sous-tribu) - Arundinae (sous-tribu) - Bletilla (Genre) - Coelogyninae (sous-tribu) - Collabiinae (sous-tribu) - Glomerinae (sous-tribu) - Thuniinae (sous-tribu) | - lower Epidendroideae - Diceratosteleae Dressler 1990. - Epipogium (Genre) - Gastrodieae Lindl. 1826. - Neottieae Lindl. 1826. - Nervilieae (Schltr.) Dressler 1990. - Palmorchideae Dressler 1990. - Triphoreae Dressler 1979. - Tropidieae (Pfitzer) Dressler 1983. - Xerorchis (Genre) |

Selon le GRIN
- Arethuseae
- Calypsoeae
- Collabieae
- Dendrobieae
- Epidendreae
- Malaxideae
- Podochileae

### Liste des tribus d'aprèsJohn Lindley(1826).
1. Tribu N°1 : Neottieae
2. Tribu N°2 : Arethuseae
3. Tribu N°3 : Gastrodieae
4. Tribu N°4 : Ophrydeae
5. Tribu N°5 : Vandeae
6. Tribu N°6 : Epidendreae
7. Tribu N°7 : Malaxideae
8. Tribu N°8 : Cypripedieae